# Pagediep
Het Pagediep (Westerwolds: Pòggedaip of Pòggendaip) is een gekanaliseerde beek in de Oost-Groningse gemeente Stadskanaal, die stroomt van het Pagedal ten noordoosten van de plaats Stadskanaal naar Onstwedde.
Het Pagediep is een afwateringsbeek, die haar water via de Mussel-Aa en de Westerwoldse Aa afvoert naar de Dollard. De beek loopt van het Pagedal in Stadskanaal door de Broeklanden langs de buurtschappen Ter Maarsch en Veenhuizen naar Onstwedde, waar ze even ten zuidoosten van deze plaats uitmondt in de Mussel-Aa.
Het oorspronkelijke Pagediep ontstond vermoedelijk tijdens het Allerød-interstadiaal. Dit wordt onder andere afgeleid aan rivierduinen uit het Late Dryas, die vermoedelijk aan oostzijde van de toenmalige beek hebben gelegen. Later zou de beekloop zich hebben verlegd en zou de oude beekloop zijn verland tussen mogelijk het huidige Pagediep en de Mussel Aa. Door het stilstaande water kon onder de oude beekloop een laag gyttja ontstaan. Een deel van de oude loop is gezien vondsten verland en opgevuld met veen tijdens het Subboreaal.
Het huidige Pagediep is ontstaan als veenbeek vanuit de meerstal Muddemeer in het Bruiner Veen. Hoewel dit veen is afgegraven is de beek blijven bestaan. Vermoedelijk mede doordat er in de ondiepe ondergrond zich een laag potklei bevindt. De huidige oorsprong ligt in het Pagedal bij Stadskanaal.

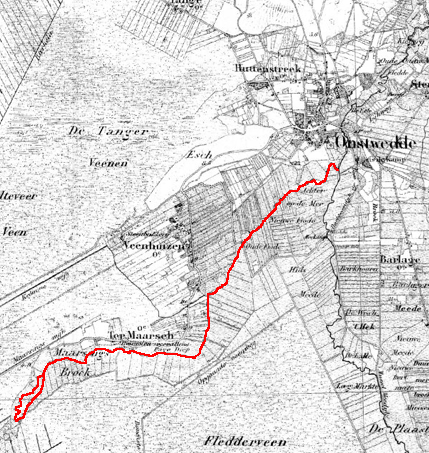
Het Pagediep op een stafkaart (1850-1864)

## Waterschap
In 1923 werd het plan opgevat om een 684 ha groot waterschap met de naam Pagadiep op te richten om een deel van de beek geschikt te maken voor scheepvaart. Het zou het gedeelte betreffen dat aansloot op de kanalen van Westerwolde en Pekel A. De kosten bleken echter zo hoog te zijn, dat men in 1931 besloot het schap niet op te richten.

## Naam
De verklaring dat de naam Kikkerdiep (pògge = kikker) zou betekenen, kan worden verklaard als volksetymologie. Volgens Moritz Schönfeld verwijst de naam eerder naar boerenpaard dat als leenwoord ([equus] paganus) werd overgenomen uit het Latijn. De naam verwijst dan naar de drinkplaats voor paarden.